# Magon II
Magon II est le suffète carthaginois, après le suicide de Himilcon II, entre 396 et 375 av. J.-C.

## Règne
Son règne commence pendant la guerre contre les Grecs, en Sicile, qui, sous le commandement de Denys l'Ancien battent Himilcon II, son prédécesseur.
Il réprime une rébellion en Libye et conclut la paix avec Denys l'Ancien au détriment de ses alliés Sicules.
La guerre éclate de nouveau à la fin de son règne et il meurt au cours de la bataille de Cabala, que son armée perd.
Son fils, qui s'appelle également Magon, lui succède et amène les Carthaginois à la victoire lors de la bataille de Cronium.